# Campionato del mondo di scacchi 1954
Il campionato del mondo di scacchi 1954 vide affrontarsi il campione del mondo in carica Michail Botvinnik e Vasilij Smyslov. Il match terminò in parità, permettendo a Botvinnik di conservare il titolo, e si svolse a Mosca tra il 16 marzo e il 13 maggio. Arbitro principale fu il cecoslovacco Karel Opočenský.

## Qualificazioni
Le qualificazioni iniziarono con il torneo interzonale di Saltsjöbaden (nei pressi di Stoccolma), tenutosi tra il 15 settembre e il 21 ottobre 1952. Vide affrontarsi 21 giocatori in un girone all'italiana; il vincitore fu Aleksandr Kotov, con 16,5 punti su 20, ben tre punti sopra Tigran Petrosyan e Mark Tajmanov, arrivati secondi a pari merito.
I primi otto classificati dell'interzonale avanzarono al torneo dei candidati, svoltosi a Neuhausen e Zurigo dal 28 agosto al 24 ottobre 1953. Qualificati di diritto erano anche cinque giocatori del torneo dei candidati precedente: Smyslov, Bronštejn, Keres, Najdorf e Boleslavs'kyj. Reshevsky ed Euwe furono invitati per aver partecipato al campionato del mondo del 1948. Il torneo fu così un doppio girone all'italiana tra 15 giocatori.
Vincitore fu Smyslov, che con 18 punti su 28 distanziò di due punti Bronštejn, Keres e Reshevsky.

## Campionato mondiale
Il campionato mondiale si svolse a Mosca al meglio delle 24 partite. Essendo finito in pareggio, Botvinnik conservò il titolo.
Il match fu molto combattuto, con sole otto patte; molte partite furono di significativa importanza teorica.
|                                       | 1 | 2 | 3 | 4 | 5 | 6 | 7 | 8 | 9 | 10 | 11 | 12 | 13 | 14 | 15 | 16 | 17 | 18 | 19 | 20 | 21 | 22 | 23 | 24 | Totale |
| ------------------------------------- | - | - | - | - | - | - | - | - | - | -- | -- | -- | -- | -- | -- | -- | -- | -- | -- | -- | -- | -- | -- | -- | ------ |
| Michail Botvinnik ( Unione Sovietica) | 1 | 1 | ½ | 1 | ½ | ½ | 0 | ½ | 0 | 0  | 0  | 1  | 1  | 0  | 1  | 1  | ½  | ½  | ½  | 0  | ½  | ½  | 0  | ½  | 12     |
| Vasilij Smyslov ( Unione Sovietica)   | 0 | 0 | ½ | 0 | ½ | ½ | 1 | ½ | 1 | 1  | 1  | 0  | 0  | 1  | 0  | 0  | ½  | ½  | ½  | 1  | ½  | ½  | 1  | ½  | 12     |